# Conceiving Ada
Conceiving Ada is een film uit 1997 geproduceerd, geschreven en geregisseerd door Lynn Hershman Leeson. Henry S. Rosenthal was co-produceur van de film.

## Synopsis
Emmy Coer is een informaticus geobsedeerd met Ada Lovelace, de schrijver van het eerste algoritme dat uitgevoerd moest worden door een computer, geschreven voor de Analytische machine.
Ze vindt een manier om te communiceren met personen uit het verleden door middel van nietstervende informatiegolven. In de film vindt er discriminatie plaats van vrouwen in het gebied van technologie, wetenschap en wiskunde waardoor Ada's ideeën gelimiteerd worden. Een groot deel van het verhaal draait om genetische technologie om Lovelace naar het heden te halen.

## Rolverdeling
| Acteur             | Personage                                   |
| ------------------ | ------------------------------------------- |
| Tilda Swinton      | Ada Augusta Byron King, gravin van Lovelace |
| Francesca Faridany | Emmy Coer                                   |
| Timothy Leary      | Sims                                        |
| Karen Black        | Lady Byron/Mother Coer                      |
| John O'Keefe       | Charles Babbage                             |
| John Perry Barlow  | John Crosse                                 |
| J.D. Wolfe         | Nicholas Clayton                            |
| Owen Murphy        | William Lovelace                            |
| David Brooks       | Children's Tutor (David)                    |